# Girard (Georgia)
Girard es un pueblo ubicado en el condado de Burke, Georgia, Estados Unidos. Según el censo de 2020, tiene una población de 184 habitantes.

## Demografía
En el 2000, los ingresos promedio de los hogares eran de $22,857 y los ingresos promedio de las familias eran de $29,583. Los ingresos per cápita eran de $9,600. Los hombres tenían un ingreso per cápita de $33,750 contra $17,292 para las mujeres.
De acuerdo con la estimación 2016-2020 de la Oficina del Censo, los ingresos promedio de los hogares son de $27,500 y los ingresos promedio de las familias son de $50,208. Alrededor del 10.1% de la población está bajo la línea de pobreza.

## Geografía
La localidad está ubicada en las coordenadas 33°2′2″N 81°42′56″O / 33.03389, -81.71556 (33.033888, -81.715514).
Según la Oficina del Censo, la localidad tiene un área total de 8.29 km², de la cual 8.19 km² son tierra y 0.10 km² son agua.